# Lepsy
Lepsy (t. Lepsa, Sarymsakty; ros. Лепсы, Лепса, Сарымсакты) – rzeka we wschodnim Kazachstanie, w zlewisku jeziora Bałchasz. Długość – 417 km, powierzchnia zlewni – 8,1 tys. km², średni przepływ – 21,6 m³/s. Reżim mieszany, z niżówkami wiosną i latem.
Lepsy wypływa spod lodowców na północnych stokach środkowej części Dżungarskiego Ałatau, skąd płynie na północny zachód przez pustynię Żamankum. Uchodzi do wschodniej części jeziora Bałchasz. Zamarza w listopadzie, rozmarza w marcu. Wód Lepsy używa się do nawadniania.